# Кременецько-Дубнівська рівнина

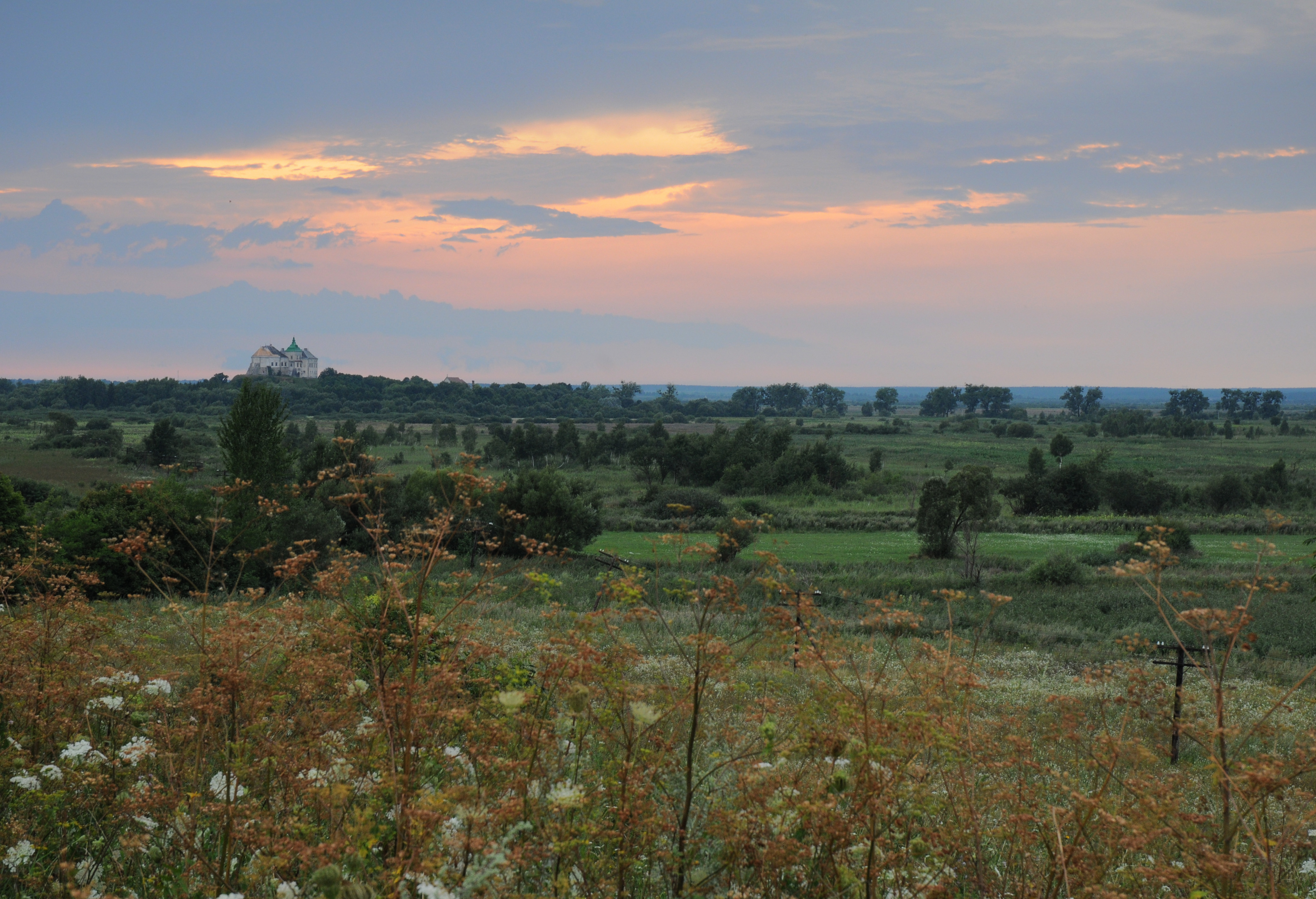
Бродівська рівнина в районі смт Олесько.

Бро́дівська рівни́на (інша назва — Кремене́цько-Ду́бнівська рівнина) — східна частина Малого Полісся. Розташована на межиріччі Стиру та Ікви, в межах північно-східної частини Львівської області (у Бродівському районі) та південно-західної частини Рівненської області (у Радивилівському та Дубенському районах).
З півночі обмежена Повчанською височиною (частина Волинської височини), з південного сходу — Гологоро-Кременецьким кряжем, зокрема Вороняками та Кременецькими горами. На заході межує з Надбужанською котловиною.
Поверхня Бродівської рівнини плоска. Переважають еолові та денудаційні форми рельєфу. Значні площі рівнини зайняті болотами, здебільшого осушеними. Ґрунти переважно дерново-підзолисті ґрунти й дерново-карбонатні. Ліси (переважно соснові) найкраще збереглися на заході рівнини.